# HD 146836
HD 146836，又名CD-3013041，SAO 207558、HR 6077，是一颗恒星，视星等为5.49，位于銀經347.03，銀緯13.63，其B1900.0坐标为赤經16h 13m 13.1s，赤緯-30° 13.63′ 51″。